# مدينة دمياط للأثاث
شركة مدينة دمياط للأثاث هي شركة مساهمة حكومية مصرية، أنشأت بقرار رئيس مجلس الوزراء رقم 999 لسنة 2015، تعمل في مجال صناعة الأثاث، تقع في منطقة شطا بمحافظة دمياط على مساحة 331 فدان، بدأ العمل على إنشاء المشروع تم البدء في مايو 2017، واُفتتح رسميًا في ديسمبر 2019، ويبلغ رأس مال الشركة 5.52 مليار جنيه مصري.

## المساهمون
تتوزع نسب المساهمين في الشركة كالتالي:
- محافظة دمياط (40%).
- بنك الاستثمار القومي (40%).
- أيادى مصر للتطوير الصناعي (15%).
- الهيئة العامة لتنفيذ المشروعات الصناعية والتعدينية (5%).

## محتويات المشروع
تبلغ مساحة المشروع حوالي 331 فدان ويضم:
- 21 موقعا أساسيا تشمل الورش الصغيرة والمتوسطة والمعارض والمراكز التكنولوجية.
- المنطقة الصناعية وتضم 2400 ورشة صغيرة ومتوسطة.
- 75 مصنعا متخصصا تتراوح مساحتها ما بين ألف متر إلى 10 آلاف متر .
- مساحة الورشة الصغيرة تتراوح من 100- 150 مترا.
- تبلغ مساحة أول مصنع 2550م2 سيقسم لـ 24 ورشة لصغار صناع الأثاث.
- الورش المتوسطة والصغيرة الحجم على مساحة 72.15 فدان.
- تقع المصانع الكبيرة على مساحة 49.49 فدان.
- مجمع المعارض على مساحة 20.94 فدان.
- مجمع الصناعات التكميلية على مساحة 9.76 فدان «مثل مواد لصق، ودهانات، وإسفنج، وإكسسوارات لازمة للصناعة».
- يقام مجمع الخدمات الحكومية على مساحة 4.62 فدان.
- مجمع للخدمات الإدارية على مساحة 4.23 فدان.
- تخصص مساحة 35 فدانا لصالح مشروع الصرف الصحى الخاص بمدينة دمياط للأثاث.

## وصلات خارجية
- الموقع الرسمي للشركة.
- الصفحة الرسمية للشركة على موقع فيس بوك.